# Ousse (Alaric)
Pour les articles homonymes, voir Ousse.
Le ruisseau de l'Ousse est un cours d'eau qui traverse le département des Hautes-Pyrénées et un affluent droit du canal d'Alaric dans le bassin versant de l'Adour.

## Géographie
D'une longueur de 11,9 kilomètres, il prend sa source sur la commune de Angos (Hautes-Pyrénées), à l'altitude 420 mètres.
Il coule du sud-est vers le nord-ouest et se jette dans le canal d'Alaric à Orleix (Hautes-Pyrénées), à l'altitude 271 mètres.

### Communes et département traversés
Dans le département des Hautes-Pyrénées, le ruisseau de l'Ousse traverse huit communes et trois cantons, dans le sens amont vers aval : Angos (source), Barbazan-Debat, Sarrouilles, Laslades, Souyeaux, Boulin, Aureilhan et Orleix (confluence).
Soit en termes de cantons, le ruisseau de l'Ousse prend source dans le canton de Séméac, arrose le canton de Pouyastruc et conflue dans le canton d'Aureilhan.

## Affluents
Le ruisseau de l'Ousse n'a pas d'affluent référencé par le SANDRE.